# Ріо-Санта
Ріо-Санта (ісп. Río Santa) — річка в перуанському регіоні Анкаш, що розділяє андійські хребти Кордильєра-Бланка і Кордильєра-Неґра. Річка починається в озері Лагуна-Конокоча на висоті 4050 м над рівнем моря в точці з координатами 10°07′42″ пд. ш. 77°16′59″ зх. д. / 10.12833° пд. ш. 77.28306° зх. д. та тече на 200 км у північному напрямку. На висоті близько 2000 над рівнем моря річка змінює напрямок та протікає через вузьку долину Каньйон-дель-Пато («гусячий каньйон»), досягаючи Прибережного хребта.
Протягом сухого сезону з серпня по листопад, річка містить лише незначну кількість води, що використовується для зрошення та отримання гідроелектроенергії. Для контролю кількості води на річці створено кілька водосховищ. Вище за греблю Уаянка (Huallanca), річка має басейн площею близько 4900 км², нижче — близько 7300 км².
Після пересічення Прибережного хребта, річка впадає в Тихий океан в точці з координатами 8°58′21″ пд. ш. 78°38′19″ зх. д. / 8.97250° пд. ш. 78.63861° зх. д. біля містечка Санта, за 10 км на північ від міста Чимботе. В 1984 році в гирлі річки було знайдене золото, що викликало місцеву золоту лихоманку.
| Перу | Це незавершена стаття з географії Перу. Ви можете допомогти проєкту, виправивши або дописавши її. |